# Halo Original Soundtrack
Halo Original Soundtrack är ett soundtrack till datorspelet Halo: Combat Evolved. Det komponerades och producerades av Martin O'Donnell och Michael Salvatori för Bungie och utgavs den 11 juni 2002. Merparten av musiken från Halo: Combat Evolved finns med på CD:n, men några låtar har remixats av O'Donnell i medleyform för "mer njutbar" lyssning. Det första stycket O'Donnell skrev, känt som "Halo", blev grunden till Halos "signatursound" som har kunnat höras i de andra spelen i huvudtrilogin. 
Soundtracket innehåller en brett spektrum av musikstilar, däribland körsång, stråkorkester och slagverk. Vid utgivningen mottogs soundtracket väl av kritiker. Några berömde det vida spektrumet av musikstilar och de flesta höll med om att spelet inte behövde spelas för att njuta av soundtracket. En specialutgåva av soundtracket släpptes den 28 oktober 2003 och innehöll en DVD med en trailer, demofilm och musik till Halo 2.  

## Bakgrund
Som audio director för Bungie fick Martin O'Donnell uppgiften att skriva musiken till Halo: Combat Evolved. Han hade komponerat tidigare Bungie-projekt, så som Myth: The Fallen Lords, samtidigt som han jobbade på sitt företag TotalAudio tillsammans med Michael Salvatori. O'Donnell var nervös i förhållande till projektet och sade att han närmade sig det, "med rädsla och bävan". O'Donnell uppgav att hans främsta influenser var musik han tyckte om-"lite Samuel Barber möter Giorgio Moroder". Bungie's Director of cinematics, Joseph Staten, sa till O'Donnell att "musiken borde ge en känsla av betydelse och vikt, och förnimmelsen av det forntida till det visuella i Halo".
O'Donnell's första musikstycke, "Halo", som skulle komma att bli "signaturmelodin till Halo", skrevs och spelades in på tre dagar. O'Donnell övertygade Alex Seropian att låta honom producera ett stycke originalmusik till spelets Macworld Conference & Expo demonstration 1999. Han fick inspiration till temat från "Yesterday" av The Beatles. O'Donnell rekryterade Salvatori och tre andra kollegor han hade spelat in jinglar med-Robert Bowker, Jeffrey Morrow och Rob Trow-för att producera de "mässande munkarna" som inleder stycket. Ursprungligen hade han tänkt att Qawwali-accenterna skulle sjungas av en av de yrkesverksamma, men efter att ha sjungit ett exempel av vad han ville, föreslog de andra användandet av O'Donnell's eget återgivande istället. Musiktemat hade premiär på 1999 års Macworld Conference & Expo.
De andra styckena skrevs, spelades in och producerades under 2001. Musiken skrevs med olika typer av utrustning som inkluderade "keyboards, synthar och samplers liksom digital inspelningsutrustning kontrollerad av datorer". Liveorkestrering från medlemmar av Chicago Symphony och Chicago Lyric Opera Orchestra lades till där det fanns behov. Soundtracket innehåller ett brett spektrum av ljud, O'Donnell beskrev det som "Gregoriansk sång, stråkorkester, slagverk och lite av en 'Qawwali voice'". I nära samarbete med nivådesigners delade O'Donnell upp musiken "i bitar". Baserat på dessa "bitar", "[kunde] Halos ljudmotor spela [musiken] tillbaka dynamiskt baserat på spelarens handlingar". I samband med soundtrackets utgivning ordnade O'Donnell om musiken som finns i spelet för att göra lyssnandet av soundtracket "mer njutbart".
Bungie hade tidigare släppt soundtrack till sina spel efter förfrågningar av fans, men Microsoft var tveksamma att satsa på att producera ett soundtrack till Halo; vid den tidpunkten fick de flesta datorspel inte ett kommersiellt soundtracksläpp. Utgivaren mjuknade slutligen efter påtryckning från O'Donnell och musikern Nile Rodgers.

## Mottagande
Soundtracket mottogs generellt positivt av kritiker. IGN hyllade soundtracket för dess breda användning av instrument och kommenterade, "Där annan datorspelsmusik tenderar att missa sitt mål när elektroniska och organiska element kombineras, verkar O'Donnell och Salvatori ha funnit en ganska stabil balans mellan de två olika sounden." De tillade, sammantaget, att soundtracket är "en av de bättre datorspelsorienterade musikaliska upplevelserna där ute" och att spela spelet krävs inte för att finna njutning i musiken. Michael Johnson på Monsters At Play kallade soundtracket "66 minuter av orkestral godhet" och nämnde det vida spannet av musik som innefattas som en stark del. Nuketown gav soundtracket 9 av 10. Halo Original Soundtrack kom att sälja i över 40 000 exemplar.

## Låtlista
All musik skrevs och komponerades av Martin O'Donnell och Michael Salvatori.
| Nr  | Titel                                       | Längd |
| --- | ------------------------------------------- | ----- |
| 1.  | Opening Suite                               | 3:33  |
| 2.  | Truth and Reconciliation Suite              | 8:25  |
| 3.  | Brothers in Arms                            | 1:29  |
| 4.  | Enough Dead Heroes                          | 3:00  |
| 5.  | Perilous Journey                            | 2:26  |
| 6.  | A Walk in the Woods                         | 1:52  |
| 7.  | Ambient Wonder                              | 1:57  |
| 8.  | The Gun Pointed at the Head of the Universe | 2:26  |
| 9.  | Trace Amounts                               | 1:51  |
| 10. | Under Cover of Night                        | 3:41  |
| 11. | What Once Was Lost                          | 1:40  |
| 12. | Lament for Pvt. Jenkins                     | 1:14  |
| 13. | Devils... Monsters...                       | 1:30  |
| 14. | Covenant Dance                              | 1:57  |
| 15. | Alien Corridors                             | 1:48  |
| 16. | Rock Anthem for Saving the World            | 1:17  |
| 17. | The Maw                                     | 1:06  |
| 18. | Drumrun                                     | 1:01  |
| 19. | On a Pale Horse                             | 1:35  |
| 20. | Perchance to Dream                          | 1:00  |
| 21. | Library Suite                               | 6:47  |
| 22. | The Long Run                                | 2:12  |
| 23. | Suite Autumn                                | 4:22  |
| 24. | Shadows                                     | 0:59  |
| 25. | Dust and Echoes                             | 2:49  |
| 26. | Halo                                        | 4:22  |

## Medverkande
All information är hämtad från CD:n.
| - Martin O'Donnell (American Society of Composers, Authors, and Publishers, ASCAP) – låtskrivare, kompositör, musiker och sångare - Michael Salvatori (ASCAP) - låtskrivare, kompositör, musiker och sångare - Harry Hmura - musiker - Arnie Roth - musiker - Peter Labella - musiker - Everett Zlatoff-Mirsky - musiker - Elliott Golub - musiker | - Niasanne Howell - musiker - Marylou Johnston - musiker - Kevin Case - musiker - Barbara Haffner - musiker - Larry Glazier - musiker - Judy Stone - musiker - Robert Bowker - sångare - Jeffrey Morrow - sångare - Rob Trow - sångare |